# Утехт
Утехт (њем. Utecht) општина је у њемачкој савезној држави Мекленбург-Западна Померанија. Једно је од 91 општинског средишта округа Нордвестмекленбург. Према процјени из 2010. у општини је живјело 374 становника. Посједује регионалну шифру (AGS) 13058101.

## Географски и демографски подаци
Утехт се налази у савезној држави Мекленбург-Западна Померанија у округу Нордвестмекленбург. Општина се налази на надморској висини од 44 метра. Површина општине износи 11,0 km². У самом мјесту је, према процјени из 2010. године, живјело 374 становника. Просјечна густина становништва износи 34 становника/km².